# Joseph Wackerle

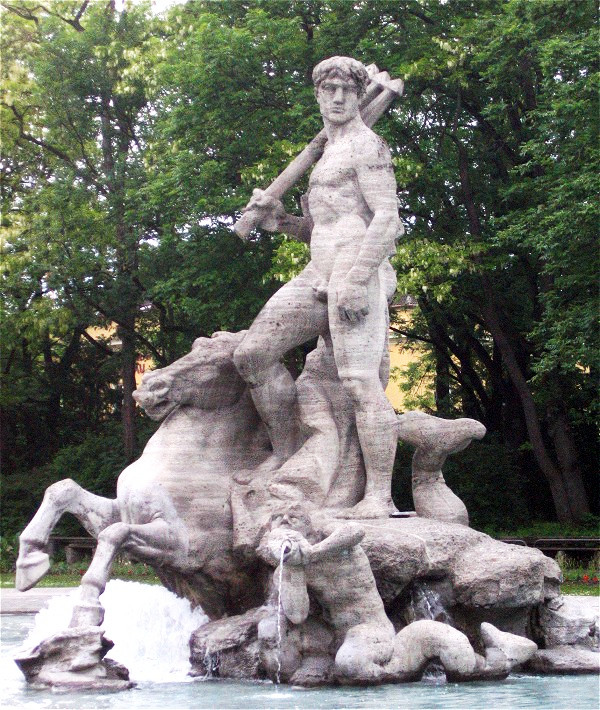
Neptunbrunnen (1937) im Alten Botanischen Garten in München

Joseph Wackerle (* 15. Mai 1880 in Partenkirchen; † 20. März 1959 ebenda) war ein deutscher Bildhauer und Medailleur.

## Leben

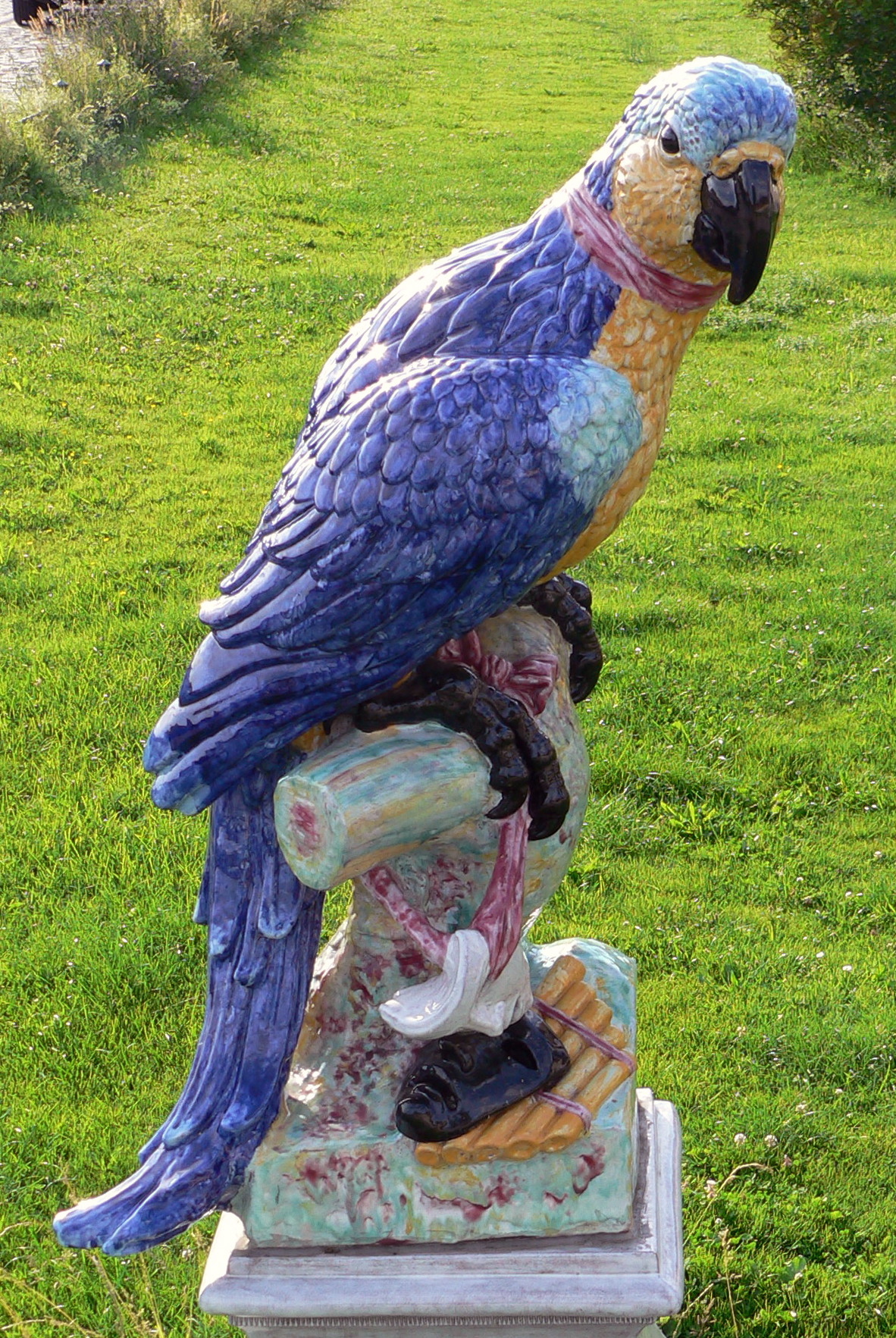
Papagei mit Maske (1915) in München

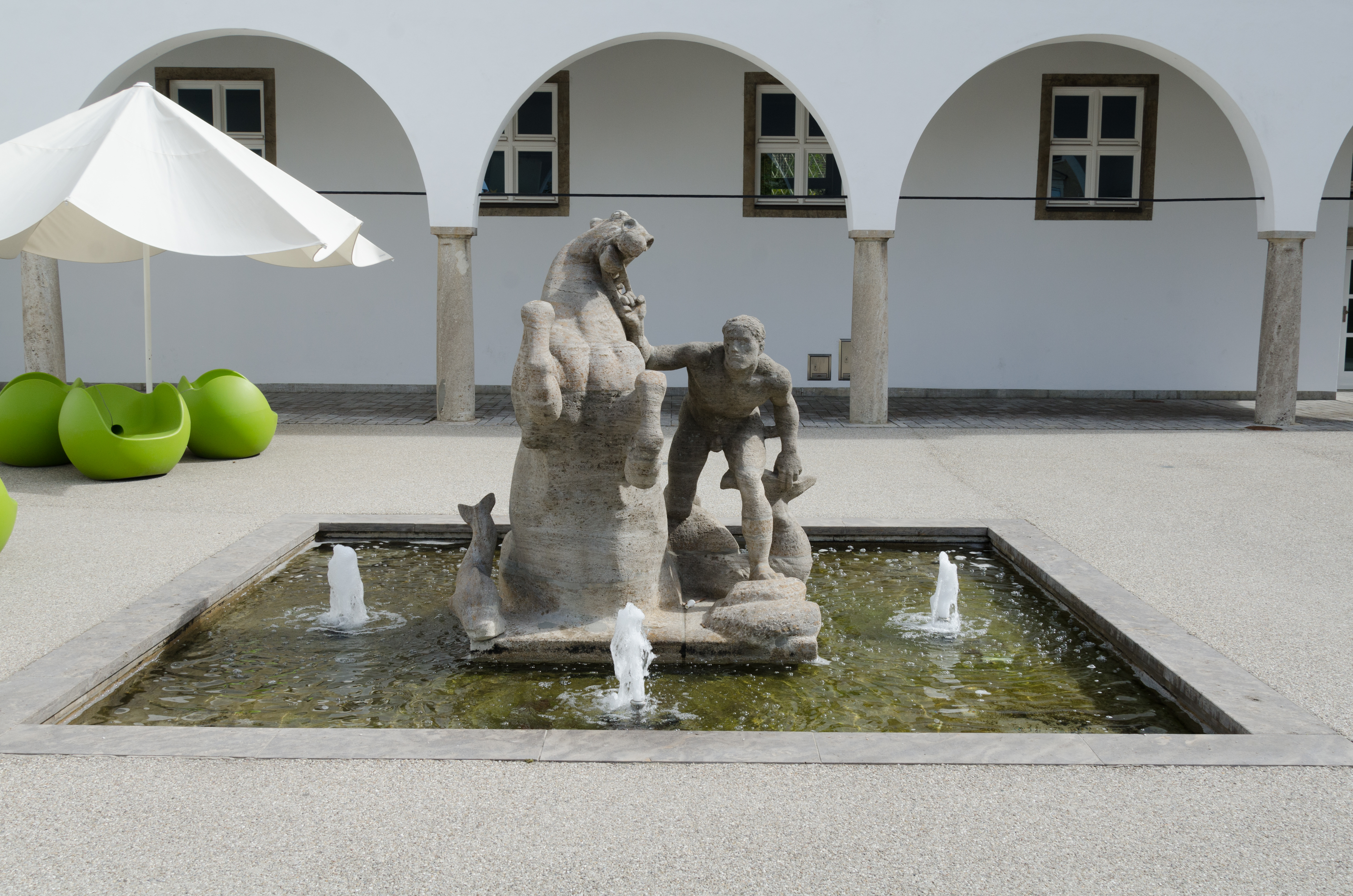
Rossebändiger-Brunnen vor der Kunsthalle Schweinfurt (1934)

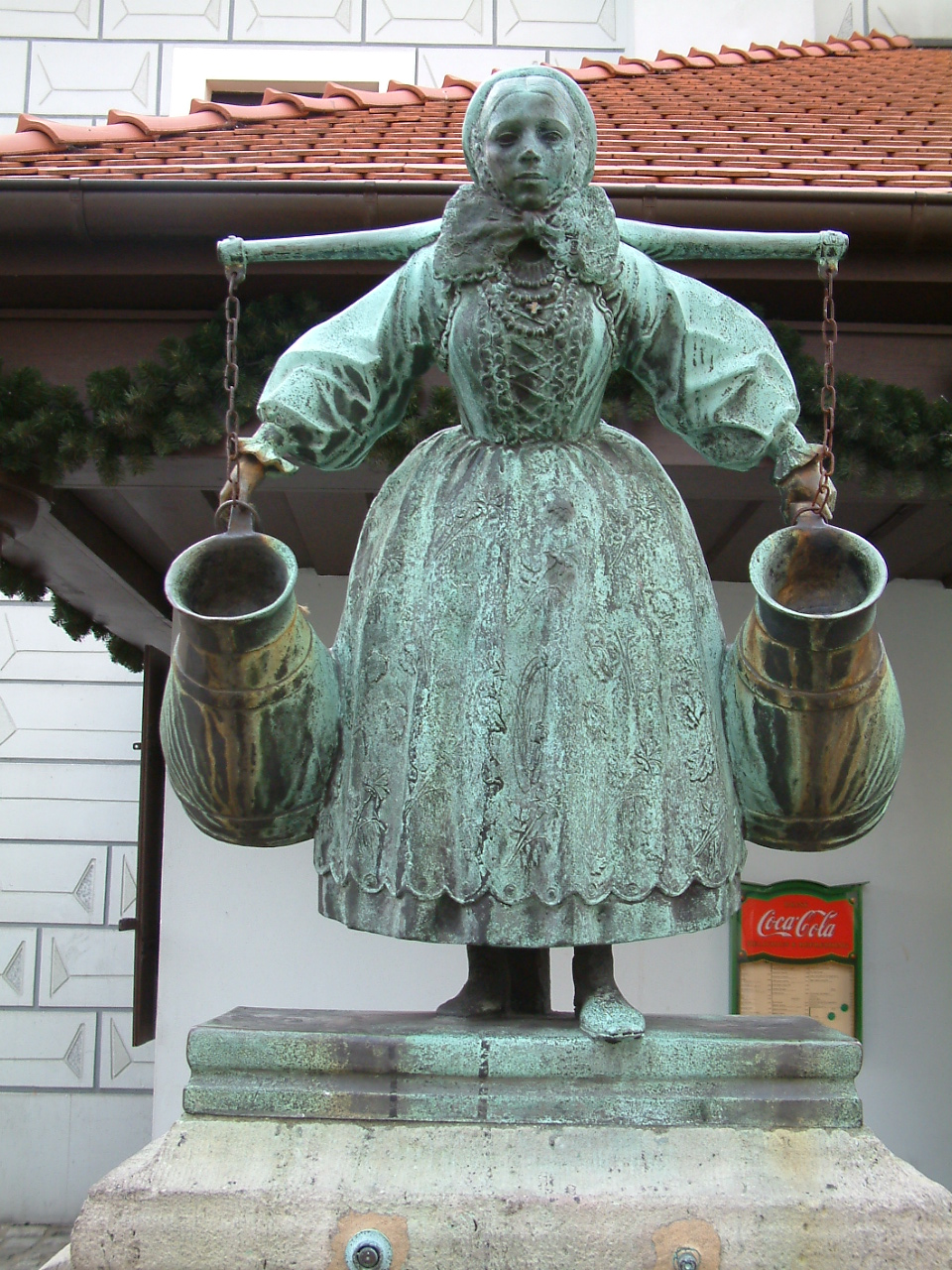
Die Brunnenfigur „Bamberka“ trägt eine Volkstracht aus Czarnków (1915)

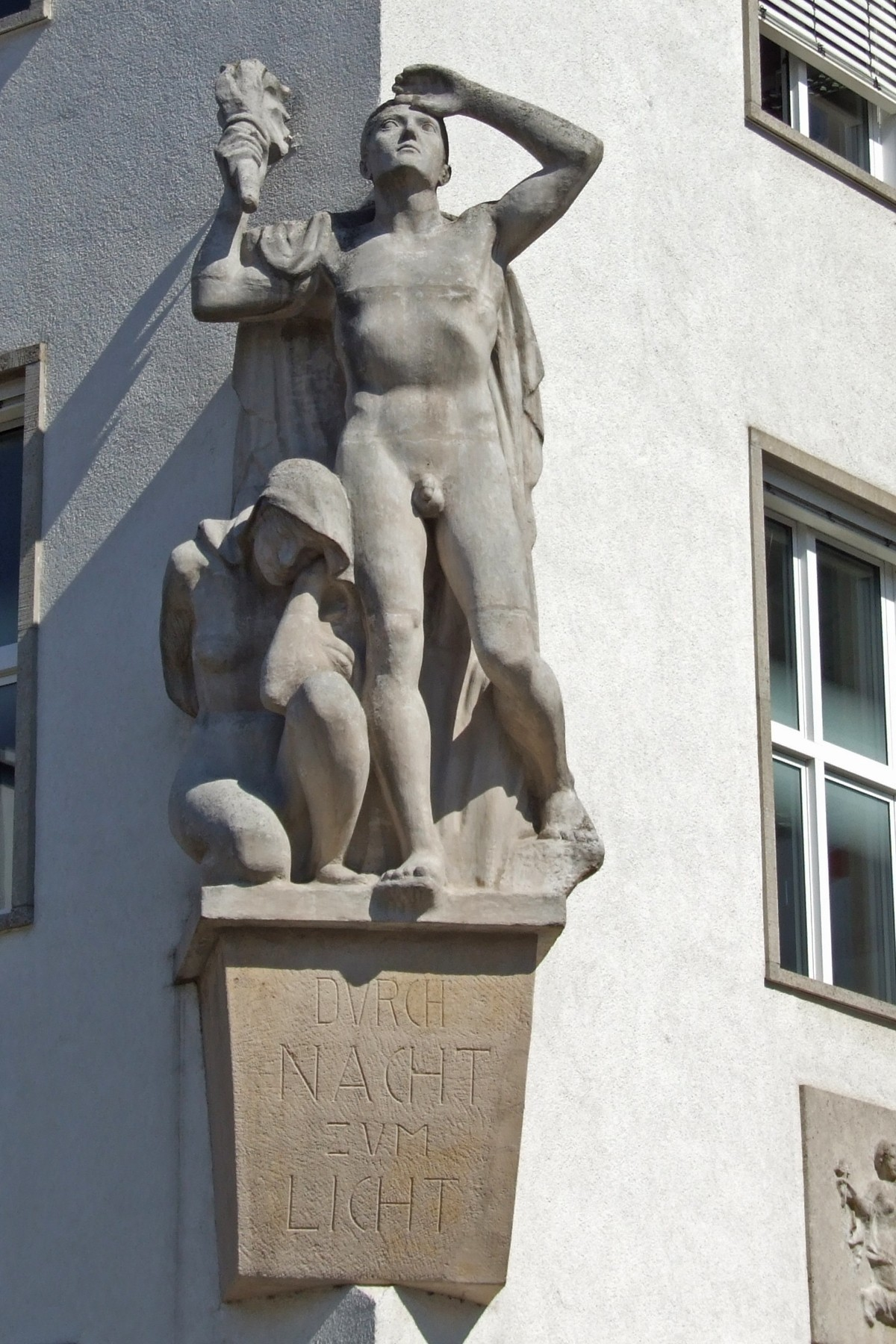
Durch Nacht zum Licht (1934/35) in Jena

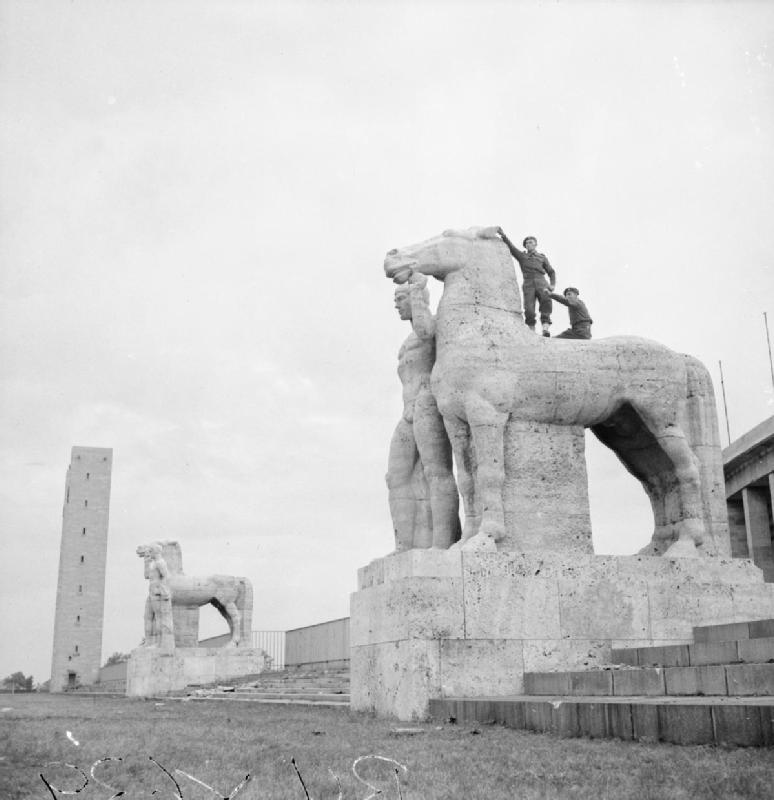
Rosseführer (1936) am Olympiastadion Berlin

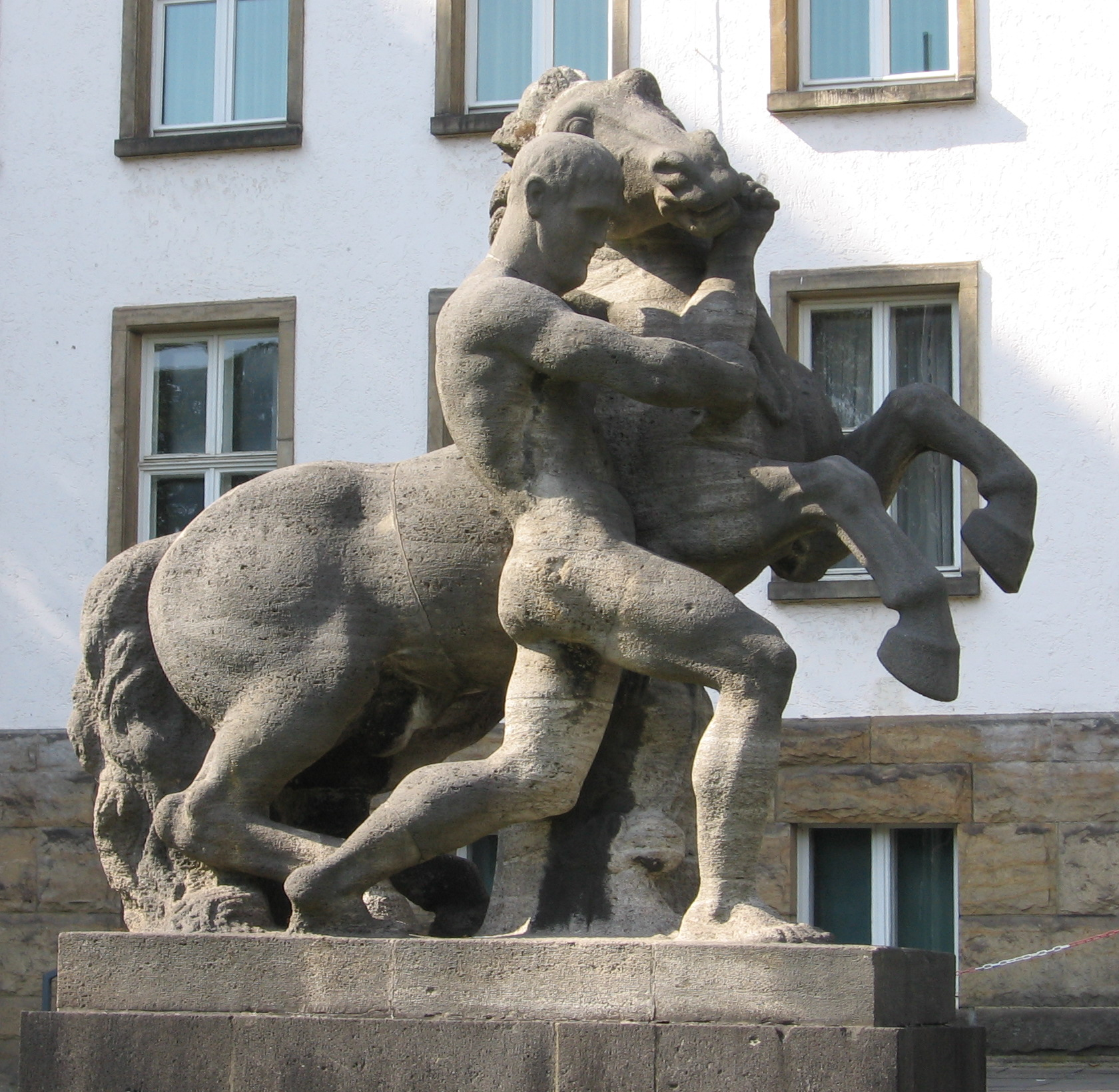
Rossebändiger-Skulptur (1938) in Kassel

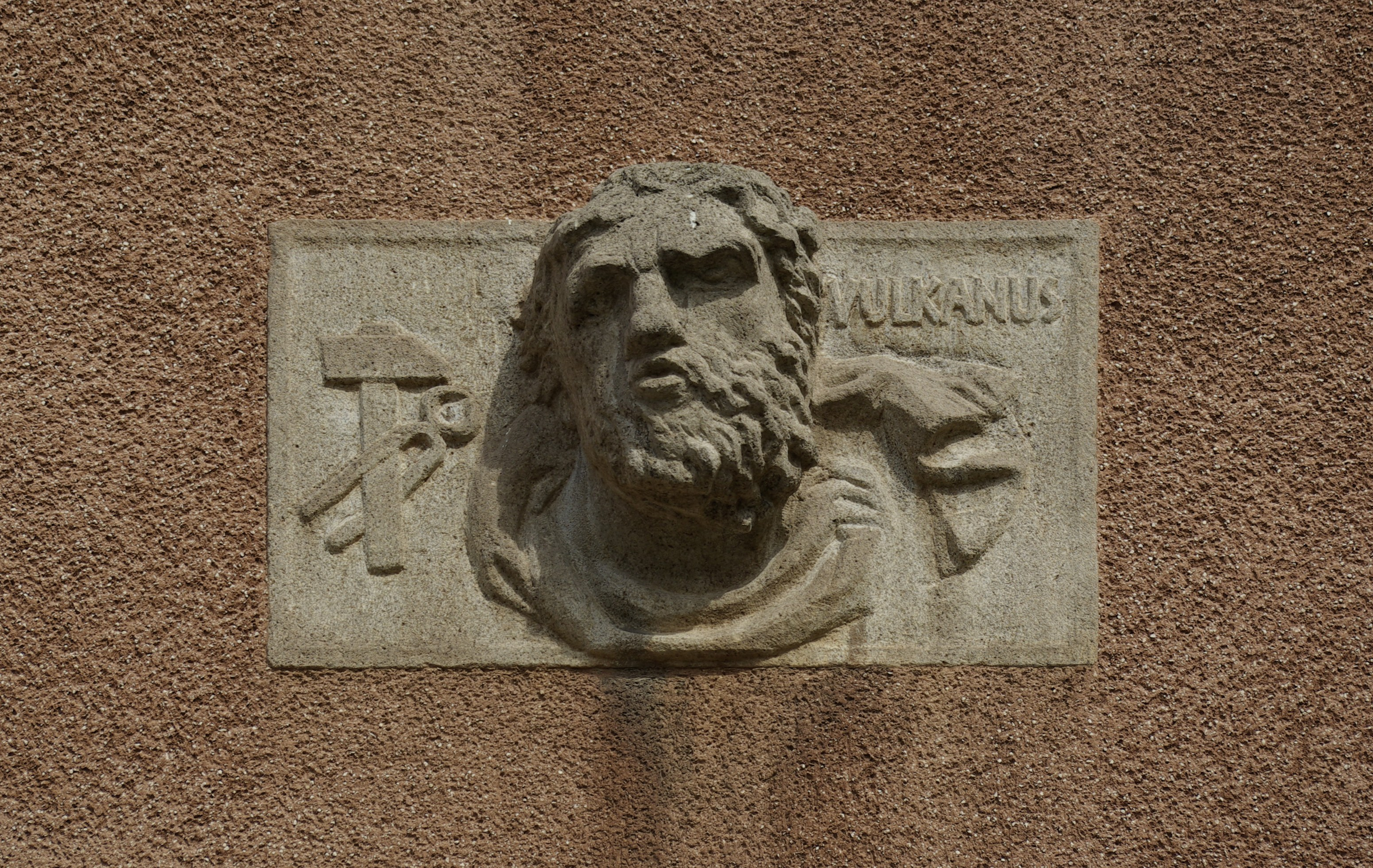
„Vulkanus“ (1948/49) in Erlangen

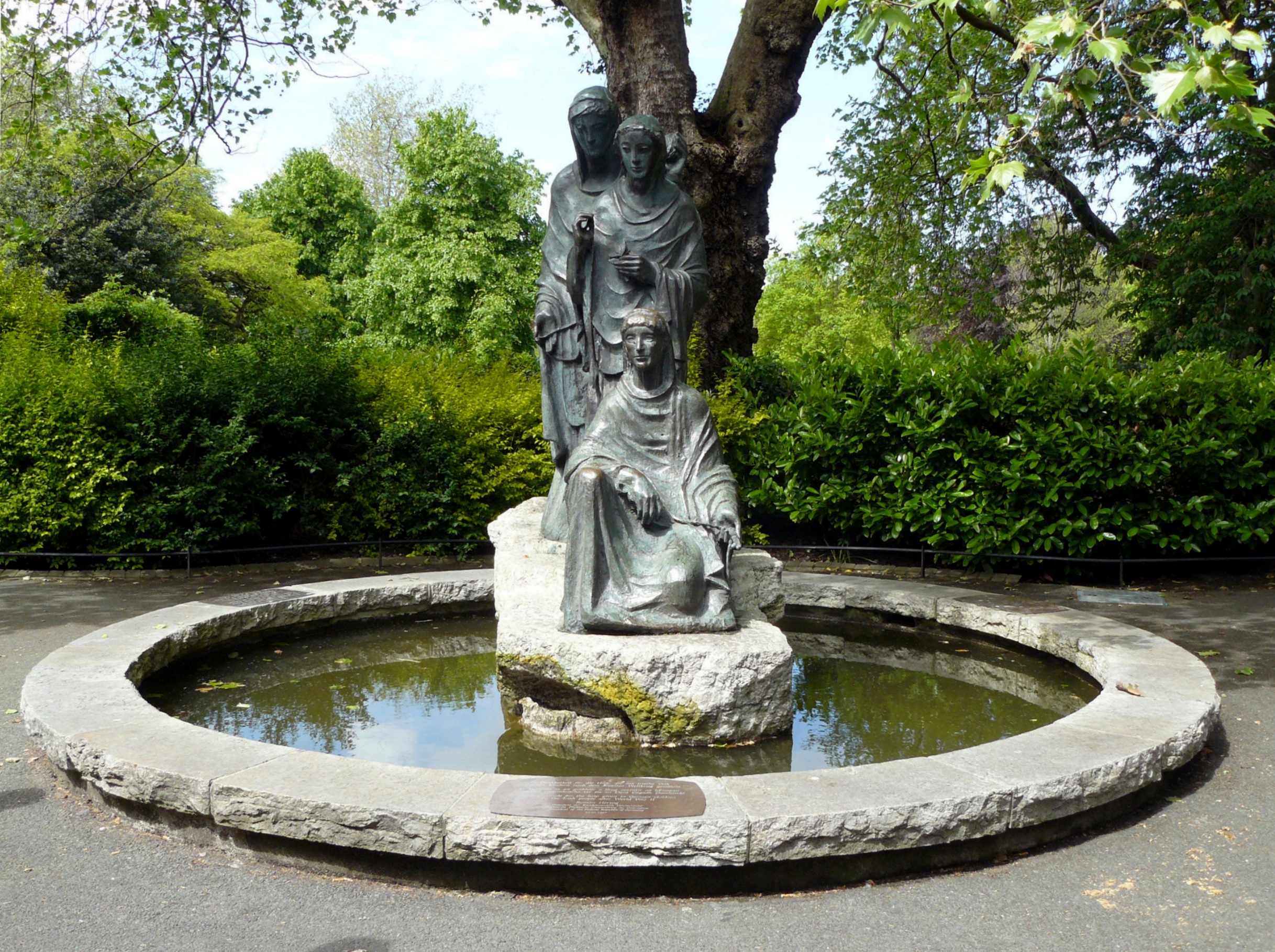
Three Faites (1954) in Dublin

Wackerles Großvater war Holzschnitzer, während sein Vater als Baumeister tätig war. Mit 13 Jahren besuchte Wackerle die Holzschnitzschule in Partenkirchen. Danach folgte eine Ausbildung an der Kunstgewerbeschule und an der Akademie in München.
Mit 26 Jahren wurde Wackerle künstlerischer Leiter der Porzellanmanufaktur Nymphenburg in München. 1909 erhielt er auf der Großen Berliner Kunstausstellung eine kleine Goldmedaille. Von 1913 bis 1917 wirkte er als Lehrer an der Unterrichtsanstalt des Kunstgewerbemuseums Berlin. 1917 trat er die Nachfolge von Josef Flossmann an der Münchner Kunstgewerbeschule an und folgte 1924 einem Lehrauftrag der Münchener Akademie, an der er bis 1950 unterrichtete.
Wackerle nahm an den Olympischen Spielen 1928 in Amsterdam teil. Bei den Kunstwettbewerben stellte er in der Kategorie Gemischte Skulpturen, Reliefs und Medaillen eine Medaille für den Sport vor, gewann aber keinen Preis. Auch an den Kunstwettbewerben der Sommerspiele 1932 nahm er mit seinem Werk Verfassungsplakette 1929 teil. 1930 wurde er mit dem Bayerischen Maximiliansorden für Wissenschaft und Kunst ausgezeichnet.
Zu seinem 60. Geburtstag im Jahr 1940 erhielt Wackerle auf Vorschlag von Adolf Hitler die Goethe-Medaille für Kunst und Wissenschaft. Bereits 1937 hatte Goebbels den Reichskultursenator Wackerle für den Deutschen Nationalpreis für Kunst und Wissenschaft vorgeschlagen. 
Wackerle erwarb sich einen Namen als meisterhafter Brunnenplastiker. Seine Werke waren auch bei der politischen Prominenz des NS-Staates gefragt. So fertigte er 1938 für den Garten des Bormann-Anwesens in München-Pullach einen Brunnen. Ovale Stuckoreliefs mit einer Nymphe und einem Pan als Jüngling (1939 im „Haus der Deutschen Kunst“ ausgestellt) schmückten Hitlers Teehaus auf dem Obersalzberg. Eine Aktstudie Wackerles befand sich in Hitlers Berliner Wohnung. Auch für die Reichskanzlei fertigte er zwei Akte. Das Zeiss-Hochhaus in Jena erhielt als plastischen Schmuck einen männlichen Akt mit Fackel und einen knienden weiblichen Akt Wackerles. Wackerle stand 1944 in der Gottbegnadeten-Liste des Reichsministeriums für Volksaufklärung und Propaganda.
Nach dem Ende des Zweiten Weltkrieges knüpfte Wackerle nahtlos an seine Karriere der 1930er Jahre an. Da er weder der NSDAP noch einer anderen Parteiorganisation beigetreten war, wurde er weiterhin im Münchner Raum hoch geschätzt. Diese ungebrochene Wertschätzung kam u. a. in der Verleihung des Förderpreises Bildende Kunst durch die Landeshauptstadt München im Jahr 1953 zum Ausdruck.
Andererseits erschienen vielen Zeitgenossen Wackerles Werke nach 1945 als rückständig, was sicherlich auch mit ihrer jeweiligen Funktion zusammenhing. Nach seiner eigenen Aussage sah sich Wackerle in erster Linie als Architekturbildhauer und weniger als Schöpfer freier Plastik rein zum Zweck der Ausstellung im Museum oder an anderen Orten.
Sein Grab liegt auf dem Friedhof von Partenkirchen.

## Meisterschüler
- Leopold Hahn
- Erich Hoffmann
- Käte Krakow
- Franz Mikorey
- Otto Sonnleitner
- Friedrich Adolf Sötebier
- Theodor Wende
- Elisabeth Wolff

## Werke (Auswahl)
- 1915: Papagei mit Maske, 1915 für den Botanischen Garten in München entworfen
- 1915: Stiftung des Brunnens Bamberka am Posener Alten Marktplatz
- 1922: Entwurf der Bronzemedaille Adlerschild des Deutschen Reiches (1934 verändert)
- 1922: Majolika-Tempel für Deutsche Gewerbeschau München
- 1922–1924, gemeinsam mit Hans Hertlein (Architekt): Siemenshaus; Bürogebäude der Zweigniederlassung des Siemens-Konzerns in Hannover[5]
- 1928: Glockenschläger-Plastiken auf dem Leipziger Krochhochhaus (zwei 3,30 Meter große Männer, deren Hämmer die auf einem Stempel ineinandergestellten Glocken schlagen)
- 1930: Altaraufsatz in der Gustav-Adolf-Gedächtniskirche in Nürnberg-Lichtenhof (teilweise zerstört)
- 1931: Plastiken am Portal vom VDE-Haus[6], Berlin, U.a. Sitz des VDE-Verlages
- 1931: Auge Gottes für die Evangelische Kirche Berlin-Siemensstadt
- 1934: Hölzerne Schmuckelemente für die katholische Kirche in Berlin-Siemensstadt. (vermutlich verbrannt)
- 1934: Rossebändiger-Brunnen vor dem Ernst-Sachs-Bad in Schweinfurt, der heutigen Kunsthalle Schweinfurt[7]
- 1934: Schwert und Adler für das Siemens-Ehrenmal in Berlin-Siemensstadt (vorhanden)[8]
- 1934/35: Figurengruppe Durch Nacht zum Licht am Bau 36 der Carl Zeiss AG in Jena (vorhanden)
- 1936: „Rosseführer“ am Maifeld auf dem Olympiagelände Berlin
- 1937: Neptunbrunnen im Münchner Botanischen Garten
- 1938: Zwei Rossebändiger-Skulpturen vor dem Portal des Kommandogebäudes des IX. Armeekorps (heute Bundessozialgerichts in Kassel)
- 1941: Ceresbrunnen
- 1948/49: Bildhauerarbeiten für das Verwaltungsgebäude „Himbeerpalast“ der Siemens-Schuckertwerke in Erlangen (vorhanden)
- 1951 Figur am (ehemaligen) Siemens-Verwaltungsgebäude in Nürnberg[9] (vorhanden)
- 1954: Three-Fates-Brunnen (Nornenbrunnen) in Dublin, St. Stephen’s Green. (vorhanden)
Die drei Schicksalsgöttinnen spinnen, messen und schneiden den Lebensfaden, der nach antikem Glauben die Götter mit den Menschen verbindet. Der Brunnen wurde gestiftet von der Bundesregierung als Ausdruck der Dankbarkeit für die vom irischen Volk nach dem Ende des Zweiten Weltkrieges geleistete Hilfe („Save the German Children Society“). 1997 brachte Roman Herzog in seiner Eigenschaft als Bundespräsident eine zusätzliche Texttafel an.
- Kleinere Bildhauerarbeiten für das Verwaltungsgebäude der Siemens AG Berlin (überwiegend zerstört)
- Das Terrakotta-Großrelief am Wernerwerk-Hochhaus (Siemens) in Berlin ist zerstört, Schmuckelemente zur Ohmstraße hin haben sich erhalten
- Reliefs für das Münchener Hotel Rheinischer Hof
- Atlasbrunnen im Kurgarten von Bad Reichenhall